# 오와다 켄스케
오와다 겐스케(일본어: 大和田健介, 1990년 11월 12일 ~ )는 일본의 배우이다.

## 출연 작품

### 영화
- 우주전함 야마토(2010년, 단역)
- 왕 게임(2011년)
- 토미에 언리미티드(2011년)
- 도쿄 무인 여자 이야기(2012년)
- 페코로스, 어머니 만나러 갑니다(2013년, 조연 - 마사키 역)
- 공룡을 파자(2013년, 각본)
- 소울 플라워 트레인(2013년, 조연)
- 뇌남(2014년, 조연)
- 다섯을 세면 너의 꿈(2014년)

### 드라마
- 아빠와 딸의 7일간(2007년, 코제키 토모히로 역)
- 태양과 바다의 교실(2008년)
- Teen Court ~ 10대 재판(2012년)
- 화관(2012년)
- 악령병동(2013년)
- 파트너 시즌 12(2013년)
- 하드 너트!(2013년)
- 천사는 자루걸레를 들고(2013년, 주연 - 카지모토 다이스케 역)
- 킨다이치 소년의 사건부 N(neo)(2014년)
- BORDER(2014년)
- 토쿠보우 경찰청특수방범과(2014년)
- 싸우는 여자(2014년)
- 영원의 제로(2015년)